# Almali (Khodjali)
Almali (en azéri : Almalı), ou Khndzristan (en arménien : Խնձրիստան), est un village situé dans le raïon de Khodjali en Azerbaïdjan.

## Géographie
Almali est situé dans une vallée à environ 10 km au nord-ouest de Khodjali.

## Histoire
Sous la période soviétique, le village, appelé Khndzristan, fait partie entre 1923 et 1991 de l'oblast autonome du Haut-Karabagh, au sein de la république socialiste soviétique d'Azerbaïdjan. Après son indépendance en 1991, l'État azerbaïdjanais l'intègre officiellement dans le raïon de Khodjali et par une résolution du Parlement azerbaïdjanais du 29 décembre 1992, il est rebaptisé Almali.
En 1992, lors de la guerre du Haut-Karabagh, le village passe sous le contrôle de la république autoproclamée du Haut-Karabagh et fait partie de la région d'Askeran.
En novembre 2020, à l'issue de la seconde guerre du Haut-Karabagh, Khndzristan demeure dans le territoire contrôlé par le Haut-Karabagh, sous la protection des forces d'interpositions russes.
À la suite de l'offensive éclair des forces armées azerbaïdjanaises les 19 et 20 septembre 2023, le village, comme l'ensemble du Haut-Karabagh, se vide de ses habitants qui prennent le chemin de l'exode en Arménie.

## Démographie
La population s'élevait à 814 habitants en 2005 et à 738 habitants en 2015.